# Tolvormige stuifzwam
De tolvormige stuifzwam (Bovista radicata) is een schimmel die behoort tot de familie Lycoperdaceae. Hij is niet giftig.

## Verspreiding
In Nederland komt de tolvormige stuifzwam zeer zeldzaam voor. Hij staat op de rode lijst in de categorie 'Bedreigd'.